# Freeman River
Freeman River är ett vattendrag i Kanada.   Det ligger i provinsen Alberta, i den centrala delen av landet, 2 900 km väster om huvudstaden Ottawa.
I omgivningarna runt Freeman River växer i huvudsak blandskog. Runt Freeman River är det mycket glesbefolkat, med 2 invånare per kvadratkilometer.